# Amanda Buckner
Amanda Buckner (* 1975 in Poland, Maine) ist eine US-amerikanische Kampfsportlerin.

## Biografie
Amanda Buckners sportliche Laufbahn begann 1994 als Point Guard im Basketballteam der University of Maine at Farmington. Ihre Mixed-Martial-Arts-Karriere startete sie im Jahre 2001. Unter anderem besiegte sie 2007 während der Clash of the Nations von Bodog Fight die Japanerin Hitomi Akano und ein Jahr zuvor die Amerikanerin Julie Kedzie.
Sie engagiert sich in verschiedenen Mixed-Martial-Arts-Ligen, unter anderem bei Mixed Fighting Championship, International Fighting Championships und Bodog Fight. Die 163 cm große und um die 60 Kilogramm schwere Buckner gewann in ihrer professionellen Kampfkarriere bisher elf Kämpfe, verlor fünf und einer ging unentschieden aus.
Buckner führt zusammen mit ihrem Mann Jay Jack die Academy of Mixed Martial Arts in Portland im US-Bundesstaat Maine.